# 마리아 본네비
마리아 본네비(스웨덴어: Maria Bonnevie, 1973년 9월 26일 ~ )는 스웨덴의 배우이다.

## 출연 작품

### 영화
- 어나더 라운드 (2020년) - 아니카 역

## 어린 시절
스웨덴에서 태어나 노르웨이의 오슬로에서 성장하였다. 부모 모두 배우로, 아버지는 스웨덴인이고 어머니는 노르웨이인이다.